# 吉川のりお スーパーLIVE
『吉川のりお スーパーLIVE』（よしかわのりお すーぱーらいぶ）はSTVラジオで2019年4月1日から2025年3月28日まで放送されていた生ワイド番組。

## 概要
2017年4月から2019年3月末までは『GO!GO!ファイターズ』と題して、北海道日本ハムファイターズを中心に試合の直前情報やオフシーズンも放送を続けていたが、番組のパーソナリティをしていた後藤沙織が途中で休養のために、事実上の降板となったため、2018年4月から2019年3月末まで『ウイークエンドバラエティ 日高晤郎ショー フォーエバー』のパーソナリティをしていた吉川のりおが2019年4月からこの放送枠のパーソナリティに就くことになり、番組タイトルも一新された。
この番組では、『STVファイターズLIVE』で放送される北海道日本ハムファイターズの試合直前の情報を伝えるほか、「北海道のスポーツシーンをライブ感溢れる話題と音楽」で彩る。
ナイターインの際、火曜日 - 金曜日はSTVファイターズLIVE、ファイターズの試合がない場合はナイタースペシャル MUSIC★Jのため中断、事実上先述の番組をフロート番組として内包する形式であった。
2019年及び2020年ナイターオフ編成では、草野あずみが月曜日から金曜日に出演。2020年ナイターオフ編成では、放送時間を17:30 - 19:00に統一された。
2021年3月29日から放送時間を平日の16:00 - 17:55に移動させて、番組内容も平日夕方の情報バラエティ番組として刷新され、ナイター中継終了後の21時からの放送枠は『リアルタイム!』に刷新される。実質2018年3月までの『牧泰昌の夕やけジャーナル』『牧とのりおのスーパースクランブル』→『どさんこラジオ』→『情報アライブ』と続く夕方の放送枠に戻り、吉川のりおも2016年以来の夕方ワイド担当、吉川・牧のコンビも2016年3月以来となる。
2022年4月3日 - 6月26日の日曜日6:15 - 6:30に吉川のりお スーパーLIVE SASHIDAN傑作選を放送した。
2023年度ナイターオフ期は月曜の放送を取りやめまるごと!エンタメ〜ションの時間延長、火 - 金曜日の放送となったが、2024年度ナイターインより月曜日の放送が復活。2025年3月28日をもって、この番組の放送を終了することになり、6年間の番組の歴史に終止符が打たれた。これにより夕方ワイド枠の制作も終了となった。

## 放送時間
2024年度ナイターオフ（9月30日 - ）
- 月曜日 17:15 - 18:00
- 火曜日 - 金曜日 17:30 - 19:00

### 過去
2019年度ナイターイン
- 月曜日 17:55 - 20:00
- 火曜日 - 金曜日 17:30 - 17:55・21:00 - 22:00

2019年度ナイターオフ
- 月曜日 17:55 - 20:00
- 火曜日 - 金曜日 17:55-19:00

2020年度ナイターイン
- 月曜日 17:55 - 20:00
- 火曜日 - 金曜日 17:30 - 17:55・21:00 - 22:00

2020年度ナイターオフ
月曜日 - 金曜日 17:30 - 19:00
2021年度ナイターイン（3月29日 - 10月22日）
月曜日 - 金曜日 16:00 - 17:55
2021年度ナイターオフ（10月25日 - 3月24日）
- 月曜日 16:00 - 18:00[5]
- 火曜日 - 金曜日 16:00 - 19:00[5]

2022年度ナイターイン（3月25日 - 9月28日）
- 月曜日 16:00 - 18:00
- 火曜日 - 金曜日 16:00 - 17:55

2022年度ナイターオフ（9月29日 - 3月31日）
- 月曜日 16:00 - 18:00
- 火曜日 - 金曜日 16:00 - 19:00

2023年度ナイターイン（3月30日 - 9月29日）
- 月曜日 16:00 - 18:00
- 火曜日 - 金曜日 16:00 - 17:55

2023年度ナイターオフ（10月2日 - 3月29日）
- 火曜日 - 金曜日 17:30 - 19:00

2024年度ナイターイン（4月1日 - ）
- 月曜日 17:15 - 18:00
- 火曜日 - 金曜日 17:30 - 17:55

## タイムテーブル
16時開始時代のもの
15時59分41秒 -　午後4時の札幌時計台の鐘
時間を跨いで札幌時計台の鐘の音や周辺の喧騒を生音声で伝える。
16時00分 -　オープニング
身の回りの出来事や寒暖・季節に関する話題等で進行する他、ランラン号キャスタードライバーが外の様子を伝える。
16時06分頃 -　きょうのザワツキワード
1つのテーマに関するトークを展開した後でリスナーからエピソード等を募集する。
16時10分頃 -　今日これまでに入っているスポーツ情報
16時18分頃 -　今日これまでに入っているニュース
ニュースの後で新型コロナウイルスの最新情報（北海道内の新規感染者数、死亡者数、全道と札幌市の病床使用率、重症病床数）を伝える。
16時21分頃 -　ランランLIVEレポート
ランラン号のキャスタードライバーが、主に札幌市内と近郊を巡り、商店や企業等中継先からレポーターが製品・サービス等をPRする他、街の様子や各種情報を伝えるコーナー。ドライバーとレポーターは日替わりで交代。
16時26分頃 -　インフォマーシャル・イベント等PR
16時28分頃 -　ヤマザキお天気情報
吉川の質問に日本気象協会北海道支社所属の気象予報士が答えるトーク形式で現在の気象状況と翌日や今後の天気・気温等の情報を伝える。
16時32分頃 -　道路交通情報
日本道路交通情報センター北海道支所札幌センターのアナウンサーが北海道内の各種道路や峠の状況と通行止め・規制等の情報を伝える。
16時35分頃 -　曜日別コーナー等
月 - 木曜日
きょうのザワツキワード、インフォマーシャル、番組内コーナー予告等。
セーフティー北海道（金曜）
車を運転するドライバー、バイクや自転車に乗る人、歩行者等に交通安全を呼びかけ一緒に考えていくコーナー。提供：北海道交通安全協会
快適生活ラジオショッピング（不定期：金曜を除く）
コーナーの最後はCM後の「スポーツ伝説」の内容を吉川が簡単に紹介する。
16時43分頃 -　スポーツ伝説ニッポン放送制作のアスリートに関する伝説を紹介する番組。
16時52分頃 -　きょうのザワツキワード
テーマに関するリスナーから寄せられたエピソードを紹介。
17時00分 -　ニュース・パレード
文化放送制作の全国ニュース。
17時14分 -
北海道内各地午後5時の気温やパノラマカメラの映像による天気等の情報を伝える。
17時15分 -　SASHIDAN（サシダン）（月曜）
様々な分野で活躍している人物と“さしで対談”するコーナー。2021年10月26日（初回）- 2022年3月24日：火 - 金曜、2022年10月4日 - 2023年3月28日：毎週火曜日のそれぞれ18時台に放送。吉川が休みとなる2022年2月7日 - 2月18日は「緊急企画！おじさんでもわかる 音楽特集～!」、2022年11月8日 - 11月11日は「SASHIDAN スペシャルウィーク」、2023年1月10日は「火曜アラカルト」をそれぞれ放送。
17時14分 -　牧やすまさ 路地裏のスピリッツ（火 - 金曜日）
フリートーク（17時14分）
各新聞夕刊記事から話題を取り上げ、牧と吉川でトークを展開する。牧がセイコーマート商品の情報を伝える事もある他、日によって火 - 木曜のコーナーがここから始まる事がある。
牧やすまさの路地裏のスピリッツ（第2・4火曜と金曜17時15分頃、水曜17時20分頃）
牧が感銘を受けた書籍・新聞記事・人物を紹介する。
解決ラジオ!教えて、あきちゃん（第1・3火曜17時17分頃）
あきや総合法律事務所の秋谷剛志代表弁護士が、身近なトラブル（交通事故関連等）を解決するためのヒントを紹介する他、高次脳機能障害関連についても解説。STVラジオのポッドキャストで毎回配信。
新鮮!発見!セイコーマート（水曜17時17分頃）
セイコーマート新商品の知られざる秘密や新鮮でおいしいお得なあらゆる情報を発見し伝えるコーナー。ワインの試飲も行う。レポーター：山本浩子（元ランラン号キャスタードライバー）。情報アライブ内の他、牧やすまさ 路地裏のスピリッツが単独番組だった頃から継続。
まき男爵の部屋（木曜17時17分頃）
サム・テイラーのBGMをバックにリスナーからの男爵ネタ（ちょっぴりエッチな投稿）を紹介するコーナー。不定期で内原茂樹（あかひげ薬局社長）が出演し、大人の性の悩みに直接答える。アシスタント：「マダムモナミン」こと渋谷もなみ。吉川は「のりお王子」として参加。内原出演回（リスナーの悩み紹介時）BGM：フランシス・レイ『男と女 （インストゥルメンタル）』。
コーナーの最後は牧がセイコーマート商品プレゼントの当選者を発表する事がある。
17時27分頃 -　ゲストコーナー等（火 - 金曜日）
ゲストを迎えてのトークや巷で気になる話題を取り上げ紹介する。

17時40分頃 -　ファイターズ直前情報（火 - 金曜日）
STVファイターズLIVEを担当する当日の解説者と実況アナウンサーや吉川によるトーク型式の試合直前情報の他、デーゲームの結果や試合が中止の場合は当日中継予定試合関連の情報を伝える。
17時45分頃（月曜17時49分頃）- お天気情報
内容は16時28分頃を参照。
17時48分頃（月曜17時52分頃）- 道路交通情報
内容は16時32分頃を参照。
17時51分頃（月曜17時55分頃）- エンディング
番組オリジナルセーフティードライブステッカープレゼントの当選者1名発表後、きょうのザワツキワード等をリスナーから寄せられたメッセージ・エピソードを紹介しながら振り返る。

### プロ野球ナイターオフ（17時40分以降）
以下は2022年10月 - 2023年4月の主な内容
17時40分 -　インフォマーシャル等
各種お知らせや情報、イベントや番組等のPR、きょうのザワツキワード。それ以外は曲がかかる。2月のプロ野球キャンプ期間中は、日によって北海道日本ハムファイターズの沖縄キャンプ情報を伝える事がある。
17時40分（月曜：不定期）-　コロナ禍で作られた名曲たち
新型コロナウイルスの世界的な流行という逆境や閉塞感の中でも音楽家が希望や祈りを込めて作った楽曲を紹介する。
17時45分頃（月曜17時48分頃）-　お天気情報
内容は16時30分頃を参照。
17時48分頃（月曜17時52分頃）-　道路交通情報
内容は16時33分頃を参照。
17時52分頃 -　吉川のりおのちょっと聞いて（火 - 金曜）
吉川が日常身の回りで起こった出来事や気になった事等を語る。緊急時等は休みになる事がある。2022年まで2月のプロ野球キャンプ期間中は休みになっていた。
17時57分頃 -　リスナーからのメッセージ紹介（稀に）
18時00分 -　日替わりコーナー（日によっては1曲挟んで18時03分頃 - ）
水曜アラカルト（最終週を除く水曜）、木曜アラカルト（木曜）
今気になるニュースや話題を深堀りするコーナー。ゲストに専門家を迎えて話を伺う。2022年10月5日スタート。月に一度の木曜日（不定期）は、あっちゃんの温泉なう!。温泉・旅行ジャーナリストの小野寺淳子が、北海道の最新温泉情報を紹介する。
月刊レッドイーグルス（毎月最終水曜）
苫小牧市が拠点のアイスホッケーチーム「レッドイーグルス北海道」の活躍を通してアイスホッケーの魅力を知ってもらうコーナー。2022年9月29日（初回）のみ木曜日に放送。
フライデーミュージック（金曜）
特集に沿った数曲をかける。初回は2021年10月29日。ミュージシャンをゲストに迎えてインタビューする際のコーナー名は、フライデーミュージック GUEST IN'（2022年9月30日から）
18時30分頃 -　快適生活ラジオショッピング（不定期 / 火曜のみ）
18時37分頃 -　お天気情報
内容は16時28分頃を参照。
18時40分頃 -　道路交通情報
北海道内の各種道路や峠の状況とJRの情報を伝える。
18時46分頃 -　今日これまでのニュース
18時54分頃（月曜17時54分頃）-　エンディング
番組オリジナルセーフティードライブステッカープレゼントの当選者発表後、きょうのザワツキワード・吉川のりおのちょっと聞いて・月曜を除く18時台の日替わりコーナー等をリスナーからのメッセージを紹介しながら振り返り、感想や思う事を語る。

### 過去のコーナー
2020年10月 - 2021年3月
- なるほどニュース!（なるニュー!）毎週金曜18時台
- のりお こだわりの一曲
- のり検トゥエンティー（2020年11月16日スタート）
  - 様々な謎を吉川が検証する。

あずみの今夜の楽チンおつまみ!
今夜の晩酌のおつまみにもなり、晩ごはんのおかずにもう一品追加出来る「簡単・手軽・楽チンが基本」レシピを草野あずみが紹介。牧やすまさと吉川が試食後、牧が判定・アドバイスをするコーナー。2021年3月31日（初回）- 2022年3月23日：水曜17時30分放送、2022年4月6日 - 2023年3月15日：第1・3水曜16時35分頃放送。
あずウォッチ・リターンズ
草野が巷で気になった物を紹介するコーナーで毎月最終水曜日18時20分頃放送。
日替わりフロート番組
レバ・ラボ!〜LEVANGA LABORATORY〜
B.LEAGUE所属プロバスケットボールチームレバンガ北海道を全"緑"応援する関連番組。レバンガリポートは最近のレバンガ北海道の試合を詳細に振り返る。メインルームは所属選手1人を特集する。2020年9月28日 - 2023年3月27日の毎週月曜日放送。2023年4月9日より毎週日曜日18:50 - 19:00の単独番組になる。ナビゲーター：田村みなみ。
白井一幸 ブリング・アップ
北海道日本ハムファイターズの最近の試合内容やチーム状態を白井が分析。レバンガ北海道・侍ジャパン関連やプライベート話の他、前向きな気持ちになる考え方やメンタルトレーニングに関するアドバイス等、一般人も参考になる話が満載。前番組「GO!GO!ファイターズ」から継続、毎週火曜日放送。フロート番組としては2023年3月28日で終了、2023年4月9日より毎週日曜日18:30 - 18:40の単独番組になる。司会進行：草野あずみ。
GO!GO!コンサドーレ
北海道コンサドーレ札幌関連番組。ウィークリーコンサドーレは最近の試合結果・内容等の情報を伝える他、コンサドーレの選手が出演する。2022年3月26日まで土曜朝7時30分に開始していた30分番組をスリム化、2022年3月30日 - 2023年3月29日の毎週水曜日放送。2023年4月9日より毎週日曜日8:45 - 8:55の単独番組「荒野拓馬のGO!GO!コンサドーレ」になる。司会進行：吉川のりお（STVアナウンサー）。
宮西尚生のなんとかなるさ
北海道日本ハムファイターズ宮西尚生投手が、試合における心境やオフの過ごし方・現場の裏話等野球の話は勿論、選手に関するクイズ等様々な企画の他に、リスナーからの質問・メッセージにも答えながらトークを展開する現役投手レギュラー出演番組。収録は試合前に練習時間の合間を縫って行われる。前番組「GO!GO!ファイターズ」から継続、毎週木曜日放送。フロート番組としては2023年3月30日で終了、2023年4月9日より毎週日曜日18:40 - 18:50の単独番組になる。司会進行：草野あずみ。
稲田直人の野球ちょっといい話
北海道日本ハムファイターズ稲田直人内野守備走塁コーチが、ルールや少年野球等野球に関する話の他に、リスナーからの悩み相談等の質問やメッセージにも稲田自身の経験談を交えながら分かりやすく答え、野球の楽しさや厳しさ等を教えてくれる番組。2020年5月1日 - 2023年3月31日の毎週金曜日放送。提供：カツウラ建機、司会進行：海川明江（office-timbre所属フリーアナウンサー）
2023年3月17日放送のエンディングで同年3月31日放送をもって終了となる事が海川から伝えられた。
放送時間の変遷
- 2019年4月2日 - 2020年11月6日　17:35 - 17:45
- 2020年11月9日 - 2021年3月26日　18:40 - 18:50
- 2021年3月29日 - 2023年3月31日　17:30 - 17:40

新型コロナウイルスの最新情報
北海道内で確認された新規感染者・死亡者数、内訳（主な都市・地域の新規感染者数）、前日・前週と比較、全道と札幌市の病床使用率や重症病床数の状況に加え、北海道の新型コロナワクチン接種の進捗状況（前日時点の回数毎の接種率）、東京都内で確認された新規感染者数・前週比較の情報を2023年の春改編までオープニング直前と18時45分頃で伝えていたが、以降は内容を縮小し16時台のニュース内で伝えている。

## 出演者
メインパーソナリティ
吉川のりお（STVアナウンサー）
レギュラー出演者
湊ゆず（2023年10月 - 、2023年ナイターオフは金曜日、2024年は月曜日担当）
田村みなみ（2024年10月 - 、火曜日 - 金曜日担当）
代理パーソナリティ・アシスタント
- 2019年12月25日 工藤聖太（STVアナウンサー）
  - 吉川がSTVラジオチャリティミュージックソン担当直後のため代理で担当。
- ばいおれっと（ギターボーカルユニット／当時）
  - 2021年1月20日「ばいおれっと スーパーLIVE」として放送された。
- 吉川がリフレッシュ休暇の為、2022年1月10日 - 1月14日は下記STVアナウンサーが代演。
  - 月曜日：佐藤宏樹
  - 火曜日：神谷誠
  - 水曜日：北本隆雄
  - 木曜日：佐々木美波
  - 金曜日：久保朱莉
- 2022年2月7日 - 新型コロナウイルス蔓延予防対策として、下記STVアナウンサーが吉川の代演。
  - 2月7日 - 2月11日
    - 月曜日：北本隆雄
    - 火曜日：久保朱莉
    - 水・金曜日：佐藤宏樹
    - 木曜日：佐々木美波

  - 2月14日 - 2月18日
    - 月曜日：久保朱莉
    - 火・木曜日：岡田和樹
    - 水曜日：佐々木美波
    - 金曜日：北本隆雄
- 吉川が冬休みの為、2023年1月9日 - 1月13日は下記STVアナウンサーが代演。
  - 月・水曜日：岡田和樹
  - 火曜日：佐々木美波
  - 木曜日：北本隆雄
  - 金曜日：西尾優希
- 2023年3月27日：草野が新型コロナウイルス感染症に伴う自宅療養の為、中嶋あゆみが代演。

### 過去の出演者
アシスタント
草野あずみ - 2023年3月17日放送のフリートーク（17時28分）で同年3月31日をもって番組を卒業し、4月から日曜日に新番組草野あずみのハッピー競馬を担当する事を発表。
コーナー出演
牧やすまさ - 本番組内包のフロート番組時代の「牧やすまさ 路地裏のスピリッツ」に加えて2022年度ナイターオフ（2023年3月）まであずみの今夜の楽チンおつまみ!（第1・3水曜日16時35分頃）にも出演していた。
金村曉（2024年4月 - 2024年10月28日、2024年ナイターオフは月曜のみ）プロ野球解説者、2024年10月28日をもって阪神タイガースの一軍投手コーチに復帰するため、降板。